# Емунд Стари
Емунд Стария (на шведски: Emund den gamle) е крал на Швеция от династията Инглинги и по-конкретно от нейния клон Мунсьо от 1050 до 1060 г.

## Живот
Син на Олаф Шьотконунг от наложницата му Едла, дъщеря на норвежки ярл, Емунд е роден ок.1000 г. Наследява своя полубрат Анунд Якоб на трона, когато вече е около 50-годишен, което се предполага, че е една от вероятните причини да бъде наречен „Стария“.
Енунд е последният представител на династията Мунсьо, тъй като собственият му син Анунд Емундсон загива по време на един шведски поход. Поради тази причина след смъртта на Емунд на шведския трон се възкачва неговият зет Стенкил Ранвалдсон, който дава началото на нова кралска династия – Стенкил.